# Sofia Sukhovo-Kobylina
Sofia Vasilyevna Sukhovo-Kobylina (em russo: Софья Васильевна Сухово-Кобылина) foi uma pintora russa